# Vojaška vozila
Vojaška vozila so vsa vozila, ki jih uporabljajo oborožene sile in/ali so oborožena.

## Delitev vojaških vozil
- Vojaška bojna vozila
- Vojaška nebojna vozila